# Proces załogi Dachau (US vs. Martin Gottfried Weiss i inni)

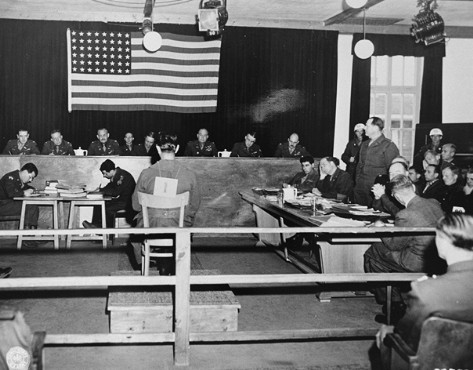
Martin Weiss podczas procesu załogi Dachau

Proces załogi Dachau (US vs. Martin Gottfried Weiss i inni) odbył się w dniach 15 listopada – 13 grudnia 1945 roku przed Amerykańskim Trybunałem Wojskowym w Dachau. Na ławie oskarżonych zasiadł Martin Gottfried Weiss (były komendant obozu) oraz 39 innych członków załogi hitlerowskiego obozu koncentracyjnego Dachau. Wśród oskarżonych znaleźli się, oprócz Weissa, między innymi: lekarze Karl Klaus Schilling i Hans Eisele, odpowiedzialni za liczne eksperymenty pseudomedyczne przeprowadzone na więźniach. Oskarżony Johann Baptist Eichelsdorfer był ostatnim komendantem Kaufering IV, podobozu Dachau, dokąd wysyłano niezdolnych do pracy i chorych więźniów, pozostawiając ich swojemu losowi. Innymi ważniejszymi oprawcami, którzy stanęli przed trybunałem byli: Johann Kick (szef Wydziału Politycznego obozu, czyli obozowego Gestapo) i Franz Xaver Trenkle (jeden z głównych wykonawców egzekucji na więźniach i radzieckich jeńcach wojennych przetrzymywanych w obozie). Wśród oskarżonych znalazł się także były szef krematoriów w Auschwitz-Birkenau Otto Moll.
42 oskarżonym zarzucano udział w organizacji przestępczej, za jaką Trybunał uznał załogę Dachau. Jak stwierdził Trybunał, jedynym celem załogi obozu była masowa eksterminacja i maltretowanie więźniów. Wszyscy oskarżeni zostali uznani za winnych stawianych im zarzutów. 37 oskarżonych skazanych zostało za swoje zbrodnie na karę śmierci przez powieszenie (wykonano 28 wyroków, 9 oskarżonym karę śmierci zamieniono na kary pozbawienia wolności, a w przypadku Hansa Eisele wyrok wstrzymano, gdyż miał być on także jednym z oskarżonych w procesie załogi Buchenwaldu), a 3 na kary pozbawienia wolności.

## Wyrok amerykańskiego Trybunału Wojskowego w procesie załogi Dachau (US vs. Martin Gottfried Weiss i inni)
| Oskarżony                      | Stopień                | Funkcja                                                        | Wyrok                                                                         |
| ------------------------------ | ---------------------- | -------------------------------------------------------------- | ----------------------------------------------------------------------------- |
| Martin Gottfried Weiss         | SS-Obersturmbannführer | komendant obozu                                                | śmierć przez powieszenie (wyrok wykonano 29 maja 1946)                        |
| Josef Jarolin                  | SS-Obersturmführer     | Schutzhaftlagerführer                                          | śmierć przez powieszenie (wyrok wykonano 28 maja 1946)                        |
| Friedrich Wilhelm Ruppert      | SS-Hauptsturmführer    | Schutzhaftlagerführer                                          | śmierć przez powieszenie (wyrok wykonano 28 maja 1946)                        |
| Michael Redwitz                | SS-Hauptsturmführer    | Schutzhaftlagerführer                                          | śmierć przez powieszenie (wyrok wykonano 29 maja 1946)                        |
| Rudolf Heinrich Suttrop        | SS-Obersturmführer     | adiutant komendanta obozu                                      | śmierć przez powieszenie (wyrok wykonano 28 maja 1946)                        |
| Fritz Hintermayer              | SS-Sturmbannführer     | lekarz obozowy                                                 | śmierć przez powieszenie (wyrok wykonano 29 maja 1946)                        |
| Karl Klaus Schilling           | pracownik cywilny      | lekarz przeprowadzający eksperymenty medyczne na terenie obozu | śmierć przez powieszenie (wyrok wykonano 28 maja 1946)                        |
| Johann Kick                    | SS-Untersturmführer    | szef obozowego gestapo                                         | śmierć przez powieszenie (wyrok wykonano 29 maja 1946)                        |
| Walter Adolf Langleist         | SS-Oberführer          | komendant podobozu Mühldorf                                    | śmierć przez powieszenie (wyrok wykonano 28 maja 1946)                        |
| Otto Förschner                 | SS-Sturmbannführer     | komendant podobozów Kaufering                                  | śmierć przez powieszenie (wyrok wykonano 28 maja 1946)                        |
| Arno Lippmann                  | SS-Hauptsturmführer    | kierownik obozowej administracji                               | śmierć przez powieszenie (wyrok wykonano 29 maja 1946)                        |
| Franz Xaver Trenkle            | SS-Hauptscharführer    | Rapportführer                                                  | śmierć przez powieszenie (wyrok wykonano 28 maja 1946)                        |
| Josef Seuss                    | SS-Hauptscharführer    | Rapportführer                                                  | śmierć przez powieszenie (wyrok wykonano 28 maja 1946)                        |
| Franz Böttger                  | SS-Oberscharführer     | Rapportführer                                                  | śmierć przez powieszenie (wyrok wykonano 29 maja 1946)                        |
| Leonhard Anselm Eichberger     | SS-Oberscharführer     | Rapportführer                                                  | śmierć przez powieszenie (wyrok wykonano 29 maja 1946)                        |
| Johann Baptist Eichelsdorfer   | kapitan Wehrmachtu     | komendant podobozu                                             | śmierć przez powieszenie (wyrok wykonano 29 maja 1946)                        |
| Johann Viktor Kirsch           | SS-Hauptscharführer    | komendant podobozu                                             | śmierć przez powieszenie (wyrok wykonano 28 maja 1946)                        |
| Alfred Kramer                  | SS-Oberscharführer     | komendant podobozu                                             | śmierć przez powieszenie (wyrok wykonano 29 maja 1946)                        |
| Wilhelm Welter                 | SS-Hauptscharführer    | Arbeitseinsatzführer                                           | śmierć przez powieszenie (wyrok wykonano 29 maja 1946)                        |
| Wilhelm Tempel                 | SS-Scharführer         | Rapportführer w podobozie                                      | śmierć przez powieszenie (wyrok wykonano 29 maja 1946)                        |
| Anton Endres                   | SS-Oberscharführer     | sanitariusz                                                    | śmierć przez powieszenie (wyrok wykonano 28 maja 1946)                        |
| Engelbert Valentin Niedermeyer | SS-Unterscharführer    | kierownik krematorium                                          | śmierć przez powieszenie (wyrok wykonano 28 maja 1946)                        |
| Wilhelm Wagner                 | SS-Hauptscharführer    | kierownik obozowej pralni                                      | śmierć przez powieszenie (wyrok wykonano 29 maja 1946)                        |
| Otto Moll                      | SS-Hauptscharführer    | kierownik komanda więźniarskiego                               | śmierć przez powieszenie (wyrok wykonano 28 maja 1946)                        |
| Vincenz Schöttl                | SS-Obersturmführer     | kierownik komanda więźniarskiego                               | śmierć przez powieszenie (wyrok wykonano 28 maja 1946)                        |
| Simon Kiern                    | SS-Oberscharführer     | Blockführer                                                    | śmierć przez powieszenie (wyrok wykonano 28 maja 1946)                        |
| Christof Ludwig Knoll          | więzień funkcyjny      | kapo                                                           | śmierć przez powieszenie (wyrok wykonano 29 maja 1946)                        |
| Fritz Becher                   | więzień funkcyjny      | kapo                                                           | śmierć przez powieszenie (wyrok wykonano 29 maja 1946)                        |
| Hans Eisele                    | SS-Hauptsturmführer    | lekarz obozowy                                                 | śmierć przez powieszenie (kara zamieniona na dożywotnie pozbawienie wolności) |
| Wilhelm Witteler               | SS-Sturmbannführer     | lekarz obozowy                                                 | śmierć przez powieszenie (kara zamieniona na 20 lat pozbawienia wolności)     |
| Fritz Degelow                  | SS-Sturmbannführer     | dowódca kompanii wartowniczej                                  | śmierć przez powieszenie (kara zamieniona 20 lat pozbawienia wolności)        |
| Peter Betz                     | SS-Hauptscharführer    | Rapportführer                                                  | śmierć przez powieszenie (kara zamieniona 15 lat pozbawienia wolności)        |
| Otto Schulz                    | SS-Untersturmführer    | kierownik komanda więźniarskiego                               | śmierć przez powieszenie (kara zamieniona 15 lat pozbawienia wolności)        |
| Emil Erwin Mahl                | więzień funkcyjny      | kapo                                                           | śmierć przez powieszenie (kara zamieniona 15 lat pozbawienia wolności)        |
| Friedrich Wetzel               | SS-Hauptsturmführer    | urzędnik administracji obozowej                                | śmierć przez powieszenie (kara zamieniona 10 lat pozbawienia wolności)        |
| Fridolin Karl Puhr             | SS-Hauptsturmführer    | dentysta obozowy                                               | śmierć przez powieszenie (kara zamieniona 10 lat pozbawienia wolności)        |
| Sylvester Filleböck            | SS-Untersturmführer    | urzędnik administracji obozowej                                | śmierć przez powieszenie (kara zamieniona 10 lat pozbawienia wolności)        |
| Hugo Lausterer                 | SS-Scharführer         | kierownik komanda więźniarskiego w podobozie                   | 10 lat pozbawienia wolności                                                   |
| Johann Schöpp                  | SS-Mann                | strażnik w podobozie                                           | 10 lat pozbawienia wolności                                                   |
| Albin Gretsch                  | SS-Unterscharführer    | strażnik w podobozie                                           | 10 lat pozbawienia wolności                                                   |